# Septalna miektomija
Septalna miektomija  kardiohirurška je operacija na otvorenom srcu tokom koje se otklanja deo zadebljalog srčanog mišića pregrade (septuma) koja razdvaja dve srčane komore u hipertrofičnoj kardiomiopatiji (HKM).
Nakon ove intervencije poboljšava se protok krvi i smanjuje vraćanje krvi preko mitralnog zaliska (poznate kao mitralna regurgitacija). Ova operacija se primenjuje sa ciljem da otkloni simptome hipertrofije (zadebljanja)  mišića srčane komore ako terapija lekovima ne  daje rezultate. 
Operacije se vrši se samo u specijalizovanim centrima.

## Opšte informacije
Hipertrofična kardiomiopatija (HKM) se manifestuje prisustvom povećanja debljine zida leve komore (ventrikula) sa abnormalnim uslovima punjenja krvlju srčanih komora. Prevalenca HKM u odraslih je 0.02%–0.23%. Prevalenca HKM u dece je nepoznata , ali je godišnja incidenca približno 0,3 do 0,5 na 100.000 (oko 0,005–0,07%). Većina studija pokazuje nešto veći broj obolelih muškaraca, a prevalenca HKM u različitim rasnim grupama je slična.
Cilj lečenja hipertrofične kardiomiopatije je da se ublaže ili otklone simptomi i spreči naprasna srčana smrt kod onih pacijenata sa visokim rizikom. Kada pored konzervativnih postupaka u terapiji simptomi bolesti perzistiraju a gradijent pritiska pri mirovanju iznosi više od 50 mmHg, pristuopa se septalnoj miektomiji.
Primenom septalne miektomije, kao operacije na otvorenom srcu,  hirurg uklanja deo zadebljanog hipertrofisanog zida srčanog mišića (septum) koji razdvaja dve srčane komore. Uklanjanjem dela ovog hipertrofisanog mišića, poboljšava se protok krvi u izlaznom traktu leve srčane komore.

## Prognoza
Septalna miektomija je povezana sa niskim perioperativnim mortalitetom i visokom kasnom stopom preživljavanja. Studija na klinici Mejo otkrila je da je hirurška miektomija izvedena da bi se ublažila opstrukcija odliva i teški simptomi kod hipertrofije leve komore (HLK) ili  HKM  povezana sa dugotrajnim preživljavanjem ekvivalentnim preživljavanju kod opšte populacije i superiornim u odnosu na opstruktivni (HLK) bez operacije. Rezultati intervencije prikazani su na donjoj tabeli:
| Godine | Sa operacijom | Bez operacije |
| ------ | ------------- | ------------- |
| 1      | 98%           | 90%           |
| 5      | 96%           | 79%           |
| 10     | 83%           | 61%           |

| Godine | Sa operacijom | Bez operacije |
| ------ | ------------- | ------------- |
| 1      | 99%           | 94%           |
| 5      | 98%           | 89%           |
| 10     | 95%           | 73%           |

| Godine | Sa operacijom | Bez operacije |
| ------ | ------------- | ------------- |
| 1      | 100%          | 97%           |
| 5      | 99%           | 93%           |
| 10     | 99%           | 89%           |

*  Uključuje 0,8% operativnog mortaliteta. 

## Spoljšnje veze
|  | Molimo Vas, obratite pažnju na važno upozorenje u vezi sa temama iz oblasti medicine (zdravlja). |